# ロゴン・オリエンタル県
ロゴン・オリエンタル県は、チャドの14の県のうちの1つである。チャドの南西部に位置し、面積は28,035km2、人口は441,064人（1993年）。県都はドバ。